# Копчин
Копчин (пол. Kopczyn, нім. Seeberg) — село в Польщі, у гміні Моґільно Моґіленського повіту Куявсько-Поморського воєводства.
Населення — 75 осіб (2011).
У 1975-1998 роках село належало до Бидгощського воєводства.

## Демографія
Демографічна структура станом на 31 березня 2011 року:
|          | Загалом | Допрацездатний вік | Працездатний вік | Постпрацездатний вік |
| -------- | ------- | ------------------ | ---------------- | -------------------- |
| Чоловіки | 42      | 8                  | 31               | 3                    |
| Жінки    | 33      | 8                  | 21               | 4                    |
| Разом    | 75      | 16                 | 52               | 7                    |